# ФК Орадеа
ФК Орадеа (рум. FC Oradea, мађ. Nagyváradi AC) је румунски фудбалски клуб са седиштем у Орадеи. Тренутно се такмичи у другој румунској лиги. 

## Историја
ФК Бихор је основан 1910. године под именом Атлетски клуб Нађварад (НАК) (мађ. Nagyváradi Athlétikai Club (NAC)) у Нађварад (Nagyvárad) Ердељ, Краљевина Мађарска, данас Орадеа, Румунија. ФК Нађварад је постао румунски клуб 1920. године, после Тријанонског споразума када је тај део Мађарске припојен Румунији.
Током 1920. године клуб мења име у Атлетски клуб Орадеа (рум. Clubul Atletic Oradea (CAO)). То име је носио до 1940. године када је Орадеа поново припала Мађарској у периоду Другог светског рата од 1940. до 1944. и клуб у том временском периоду опет носи име ФК Нађварад (Nagyváradi AC ) и учествује у Мађарском шампионату. После рата Орадеа је опет враћена Румунији и ФК Бихар од тада учествује у румунском лигашком такмичењу. 
ФК Орадеа је освајао шампионат две државе Мађарске у сезони 1943/44 као ФК Нађварад и Румуније 1948/49 под именом ФК Либертатеа Орадеа (Libertatea)
ФК Бихар Орадеа је такође освојио Куп Румуније у фудбалу 1956. године.

## Име клуба
- 1910 - 1945 : Nagyváradi Atlétikai Club (NAC), румунски: Clubul Atletic Oradea (CAO)
- 1945 - 1948 : Clubul Sportiv Libertatea Oradea, мађарски: Nagyváradi Szabadság SC
- 1948 - 1951 : Întreprinderea Comunala Oradea (ICO)
- 1951 - 1958 : Progresul Oradea, мађарски: Nagyváradi Haladás
- 1958 - 1961 : Clubul Sportiv Oradea
- 1961 - 1963 : Crişana Oradea

## Успеси
- Румунски шампионат
  - првак (1): 1948–49
  - другопласирани (2): 1923–24, 1934–35
  - трећепласирани (1): 1951

- Прва лига Мађарске у фудбалу
  - првак (1): 1943–44
  - другопласирани (1): 1942–43

- Куп Румуније (Cupa României)
  - победник (1): 1955
  - другопласирани (1): 1956

## Познати играчи
- Ђула Лорант
- Владимир Тамаш
- Франциск Шпилман